# Micrathena lepidoptera
Micrathena lepidoptera là một loài nhện trong họ Araneidae.
Loài này thuộc chi Micrathena. Micrathena lepidoptera được Cândido Firmino de Mello-Leitão miêu tả năm 1941.